# Polybotrya espiritosantensis
Polybotrya espiritosantensis là một loài dương xỉ trong họ Dryopteridaceae. Loài này được Brade mô tả khoa học đầu tiên năm 1948.